# 岩屋古墳 (米子市)
岩屋古墳（いわやこふん、向山1号墳）は、鳥取県米子市淀江町福岡にある古墳。形状は前方後円墳。向山古墳群を構成する古墳の1つ。国の史跡に指定されている（史跡「向山古墳群」のうち）。

## 概要
鳥取県西部、淀江平野東部の向山丘陵の北東端に築造された古墳である。1987年（昭和62年）に試掘調査が実施されている。
墳形は前方後円形で、前方部を西方向に向ける。墳丘は後円部では2段築成。墳丘外表では葺石のほか、円筒埴輪・形象埴輪（武人形・馬形・水鳥形埴輪など）が検出されている。墳丘の後円部南東側には台上の造出を有する。埋葬施設は後円部における横穴式石室で、南西方向に開口する。各壁を一枚石として玄門をくり抜いた石棺式石室である。副葬品としては鉄刀・金銅製馬具が出土している。築造時期は古墳時代後期の6世紀後半頃と推定される。
古墳域は1932年（昭和7年）に国の史跡に指定されている。

## 遺跡歴
- 江戸時代中頃までには盗掘および石室開口[3]。
- 1932年（昭和7年）7月23日、「岩屋古墳」として国の史跡に指定[5]。
- 1987年（昭和62年）、試掘調査（淀江町教育委員会、1990年に報告）[1]。
- 1999年（平成11年）7月13日、既指定の史跡「岩屋古墳」に従来未指定であった古墳13基を追加指定して、史跡指定名称を「向山古墳群」に変更[5]。

## 墳丘

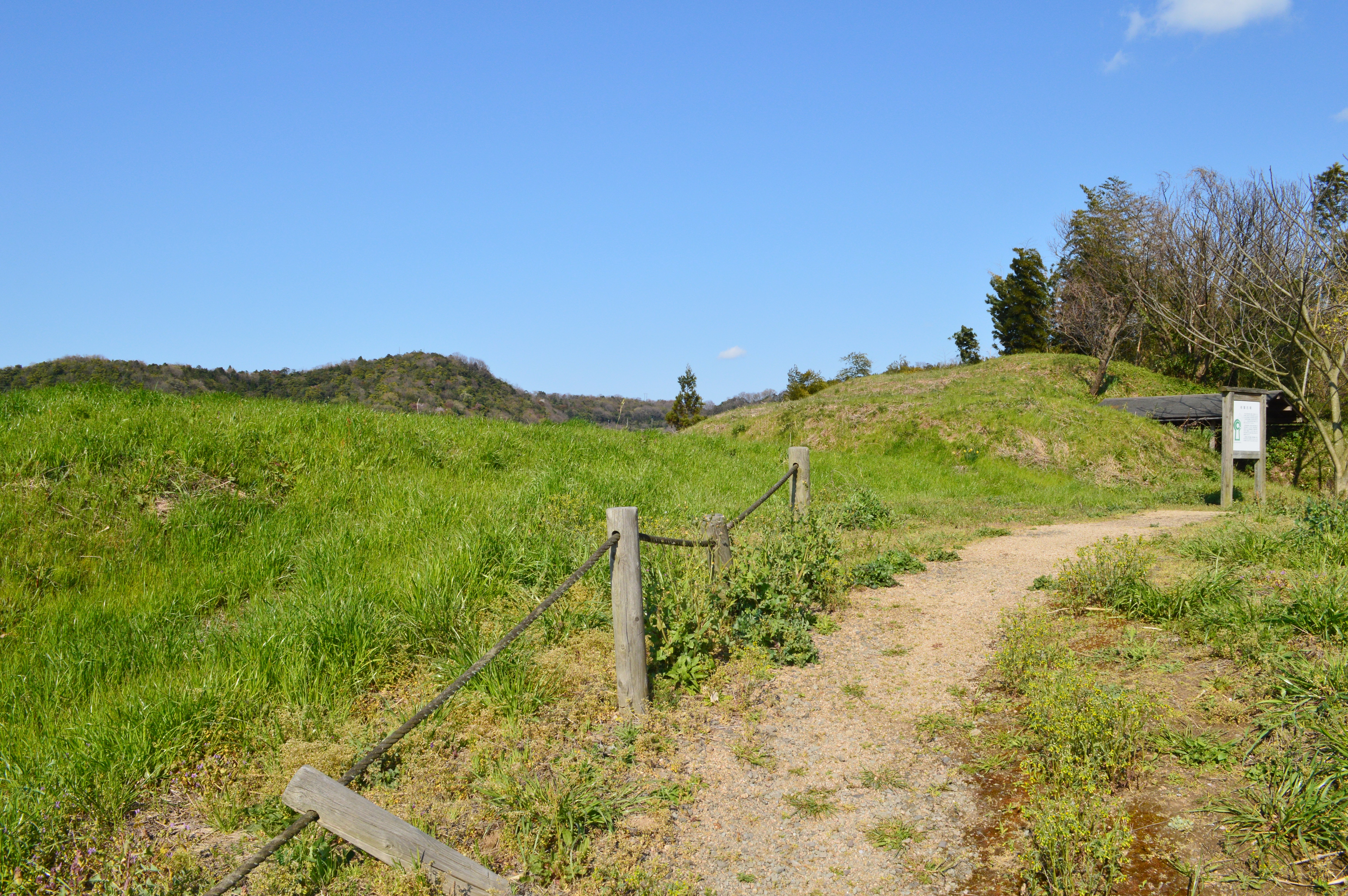
墳丘左に前方部、右奥に後円部。

墳丘の規模は次の通り。
- 墳丘長：52メートル
- 後円部
  - 直径：30メートル
  - 高さ：6メートル
- 前方部
  - 幅：20メートル

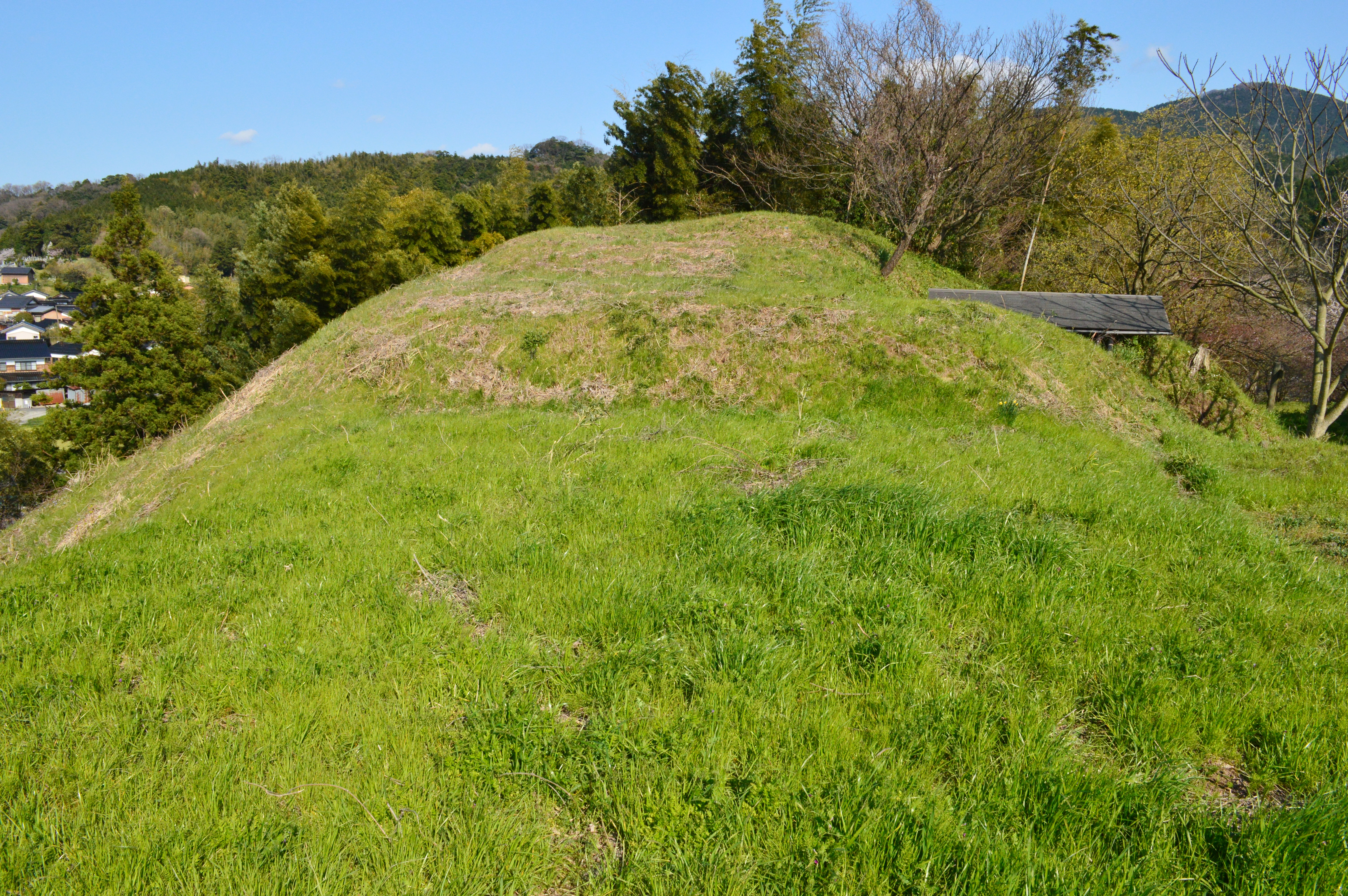
前方部から後円部を望む
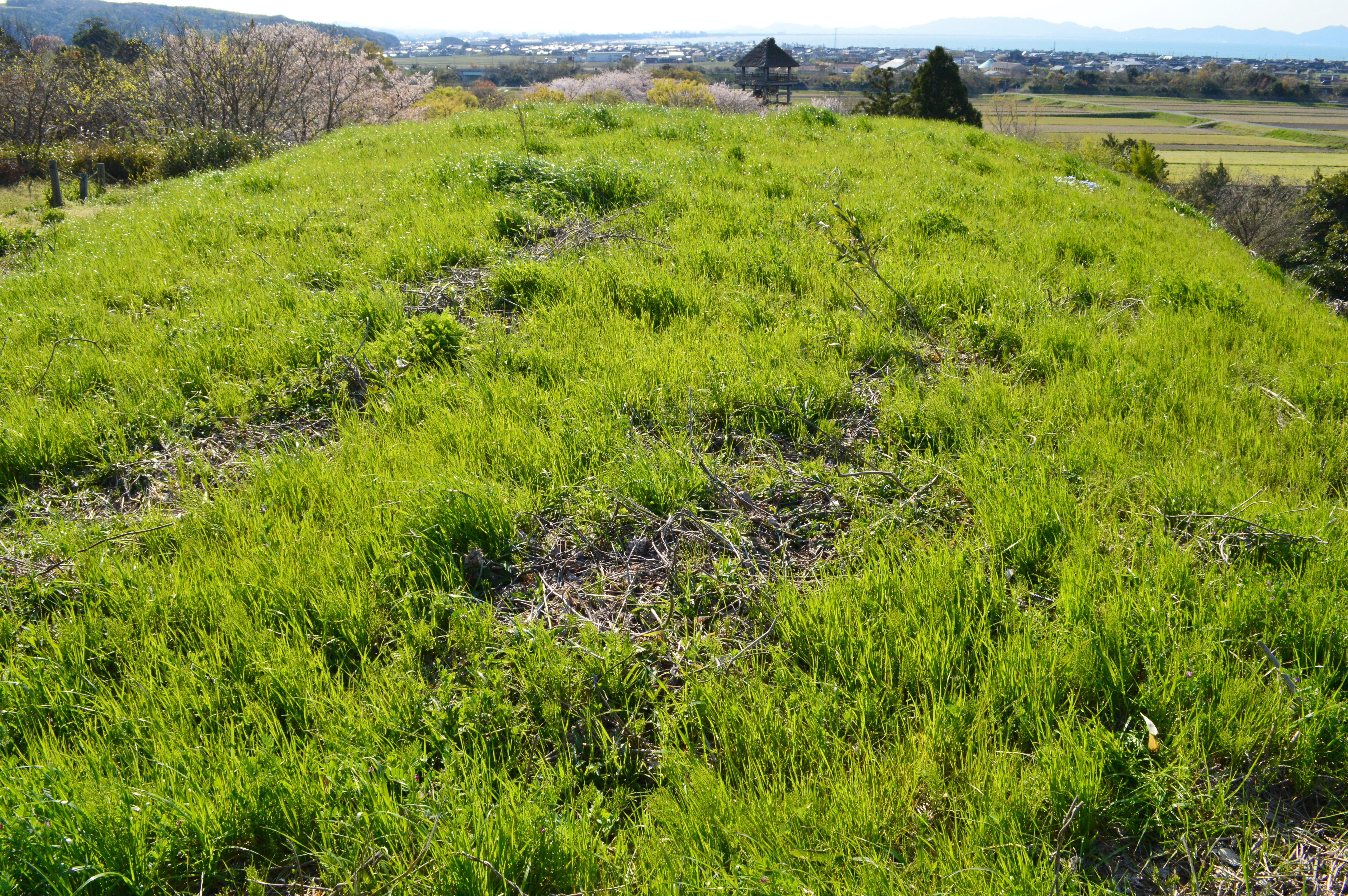
後円部から前方部を望む
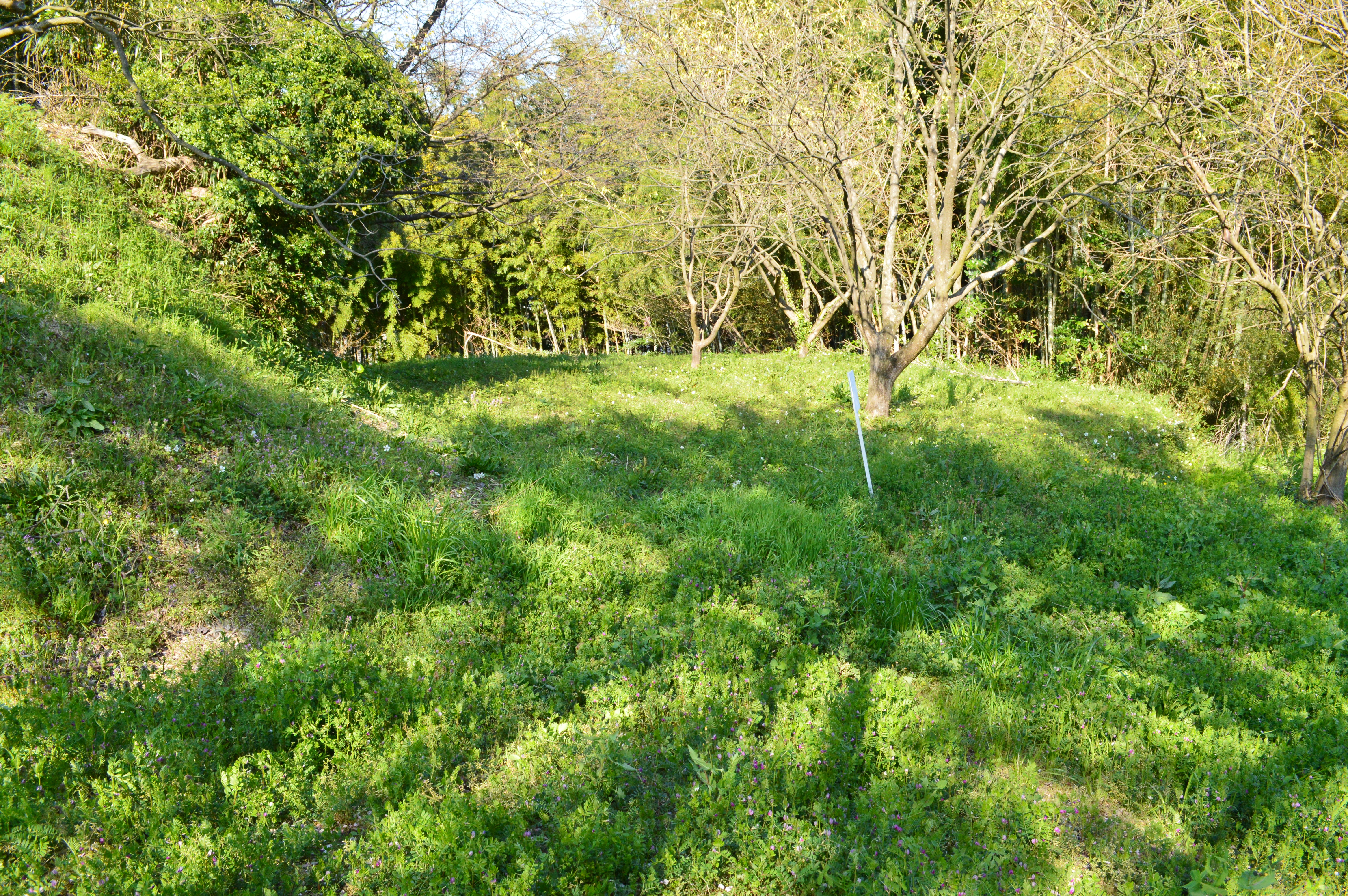
造出

## 埋葬施設

石室俯瞰図

石室展開図

埋葬施設としては後円部において横穴式石室が構築されており、南西方向に開口する。後室・前室からなる複室構造の石室である。石室の規模は次の通り。
- 石室全長：9メートル[2]
- 後室：長さ4メートル、幅2.7メートル、高さ2.6メートル
- 前室：長さ2.5メートル、幅2.1メートル、高さ2.4メートル

石室は「石棺式石室」と称される構造で、後室・前室の各壁は切石1枚により、玄門も一枚石の刳り抜きによる。石室内からは鉄刀・金銅製馬具が出土している。

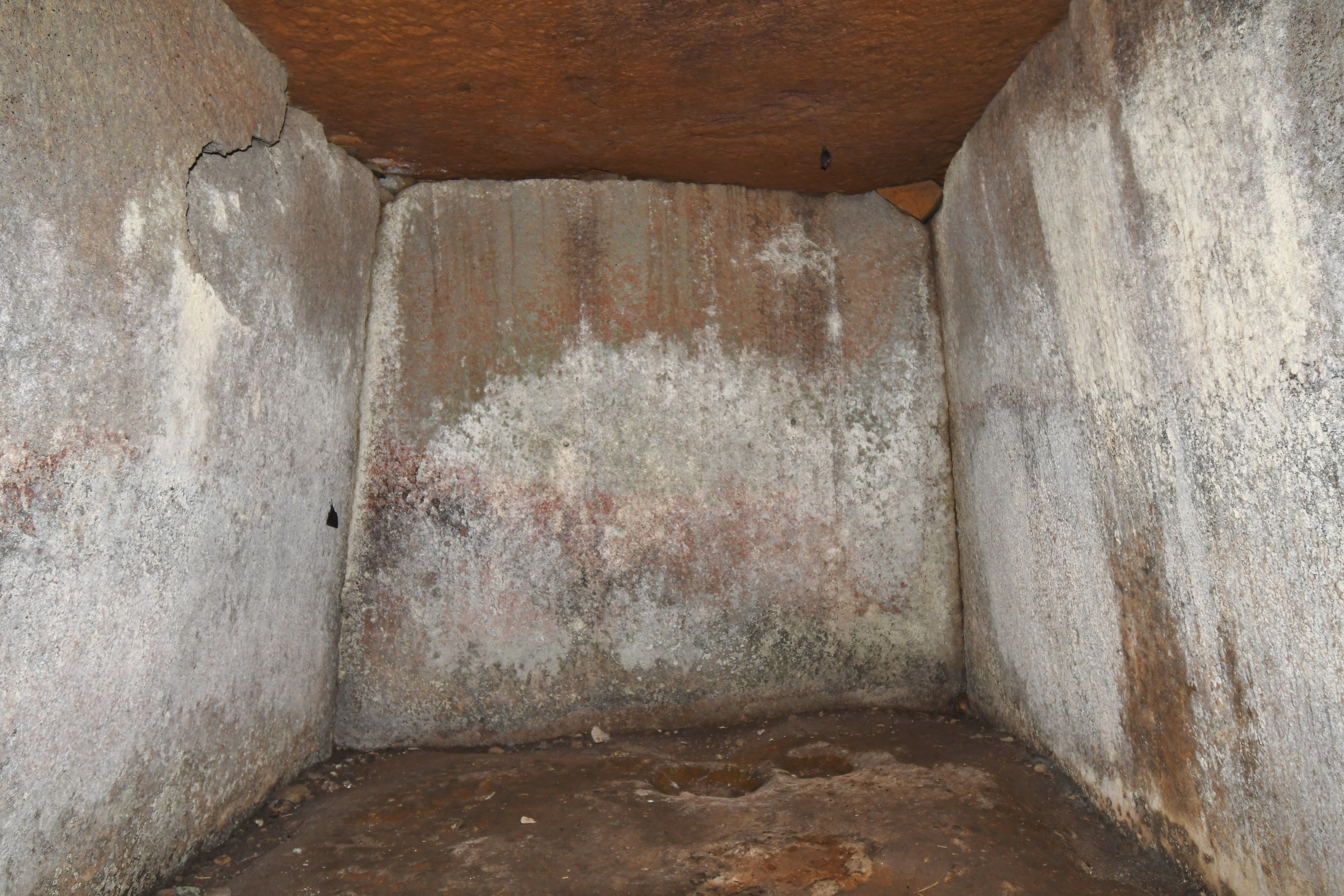
後室（奥壁方向）
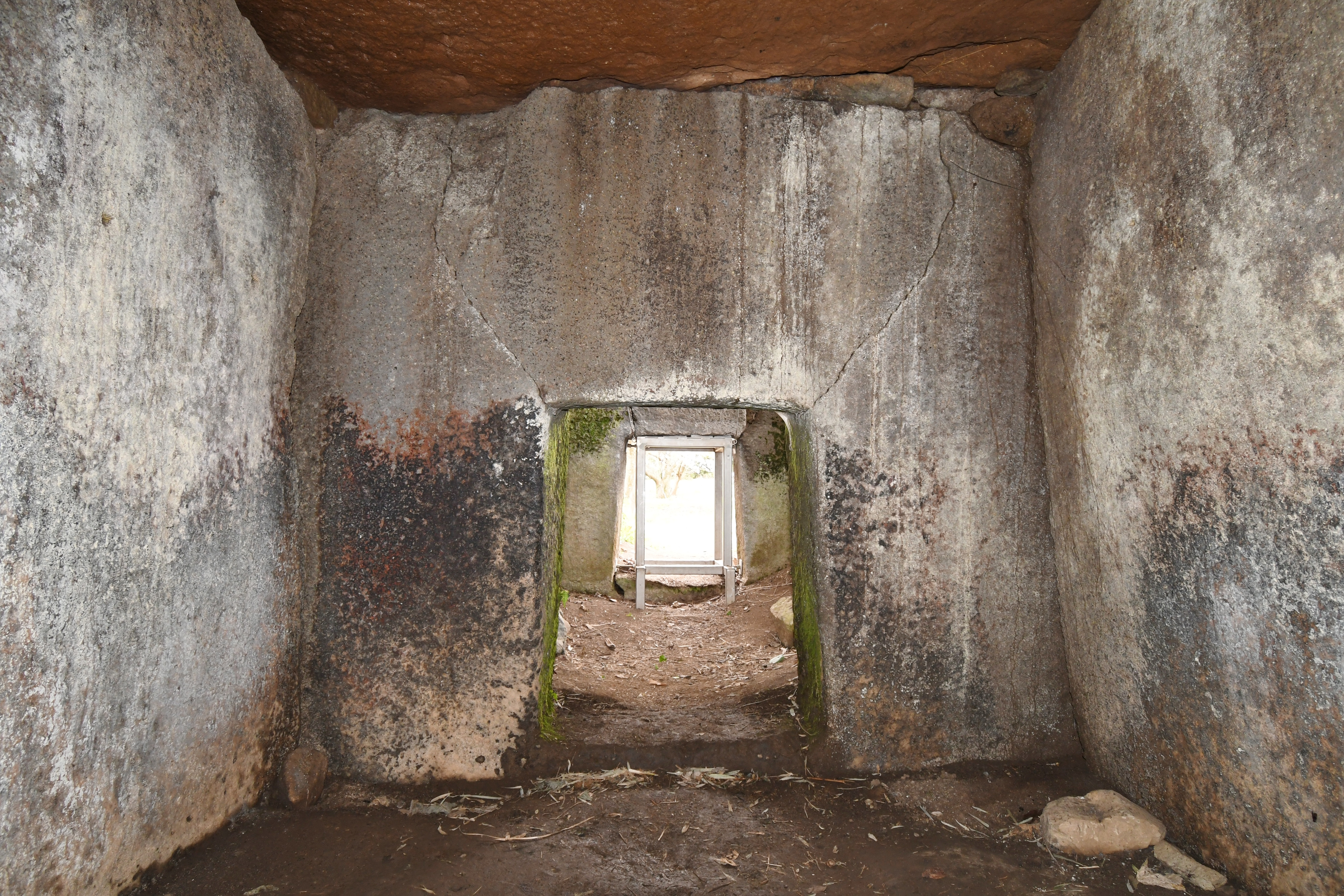
後室（開口部方向）
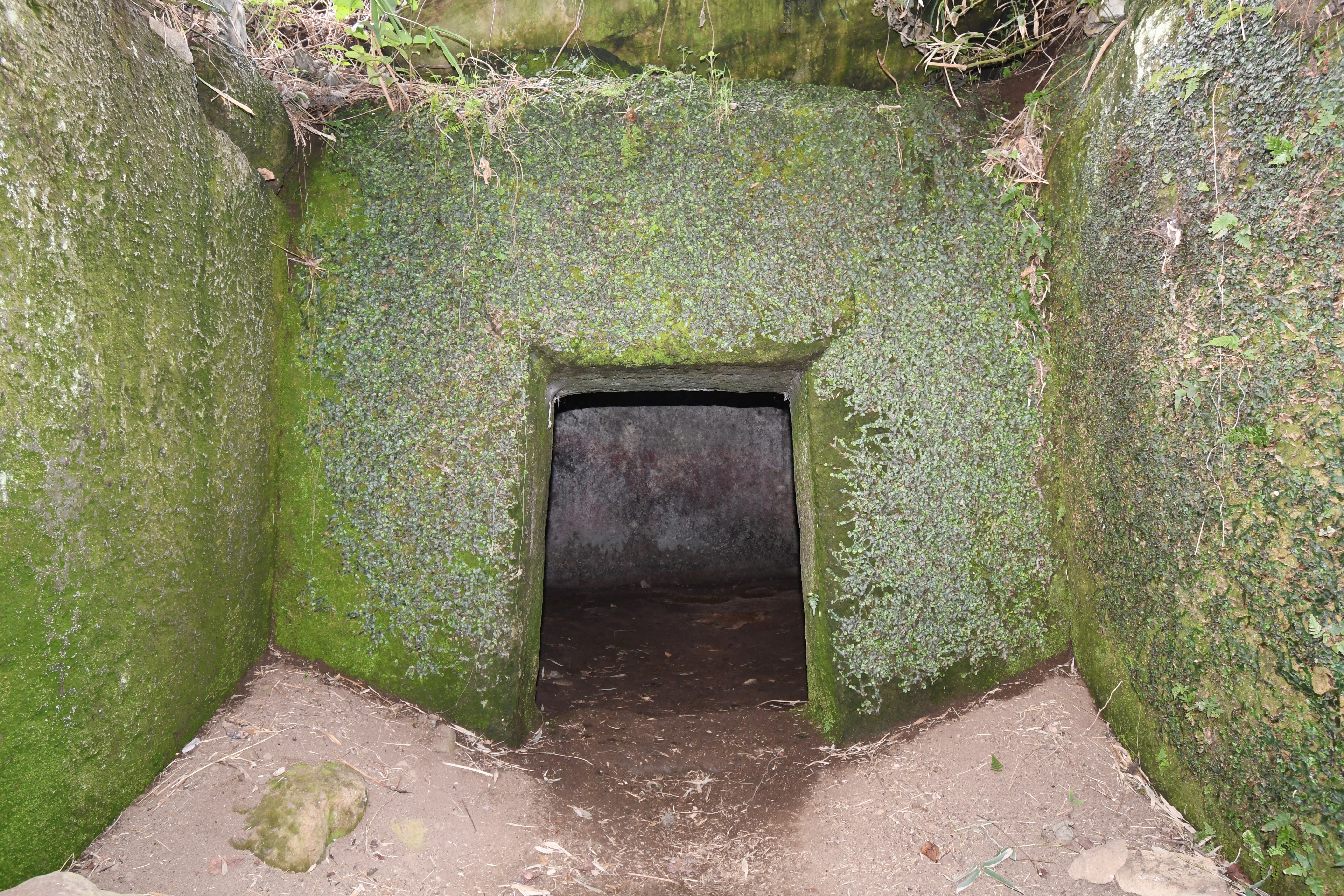
前室（後室方向）
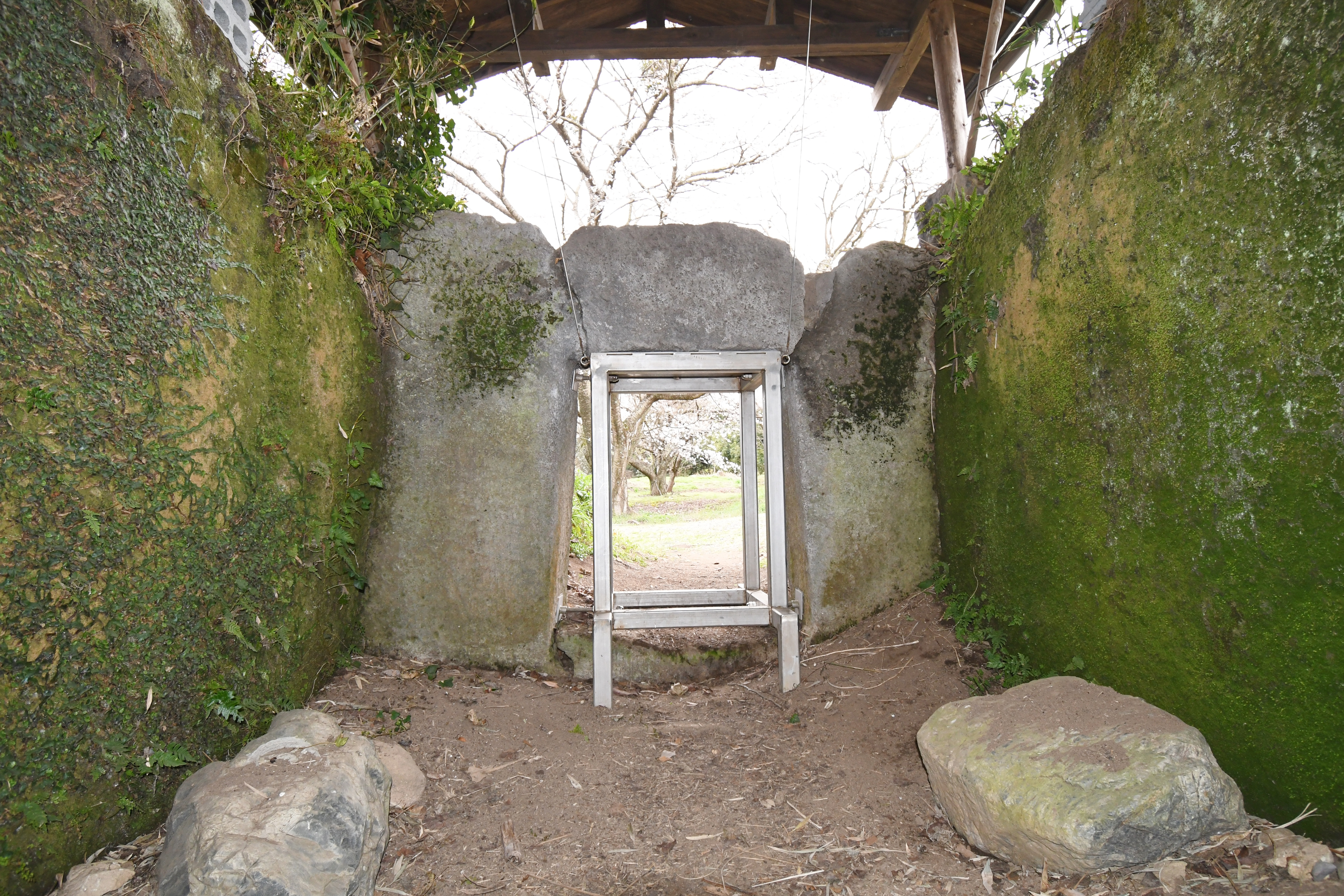
前室（開口部方向）
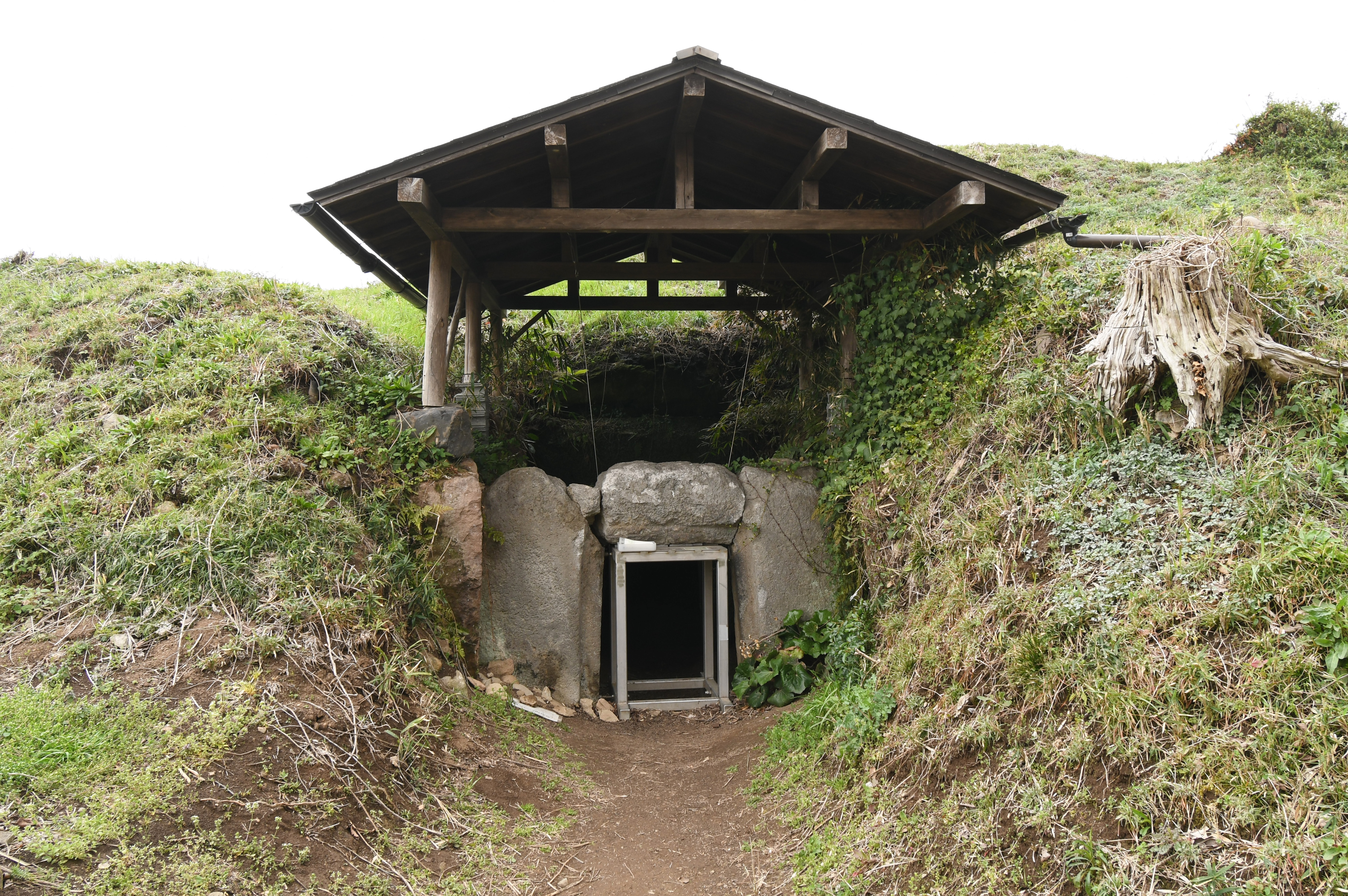
開口部
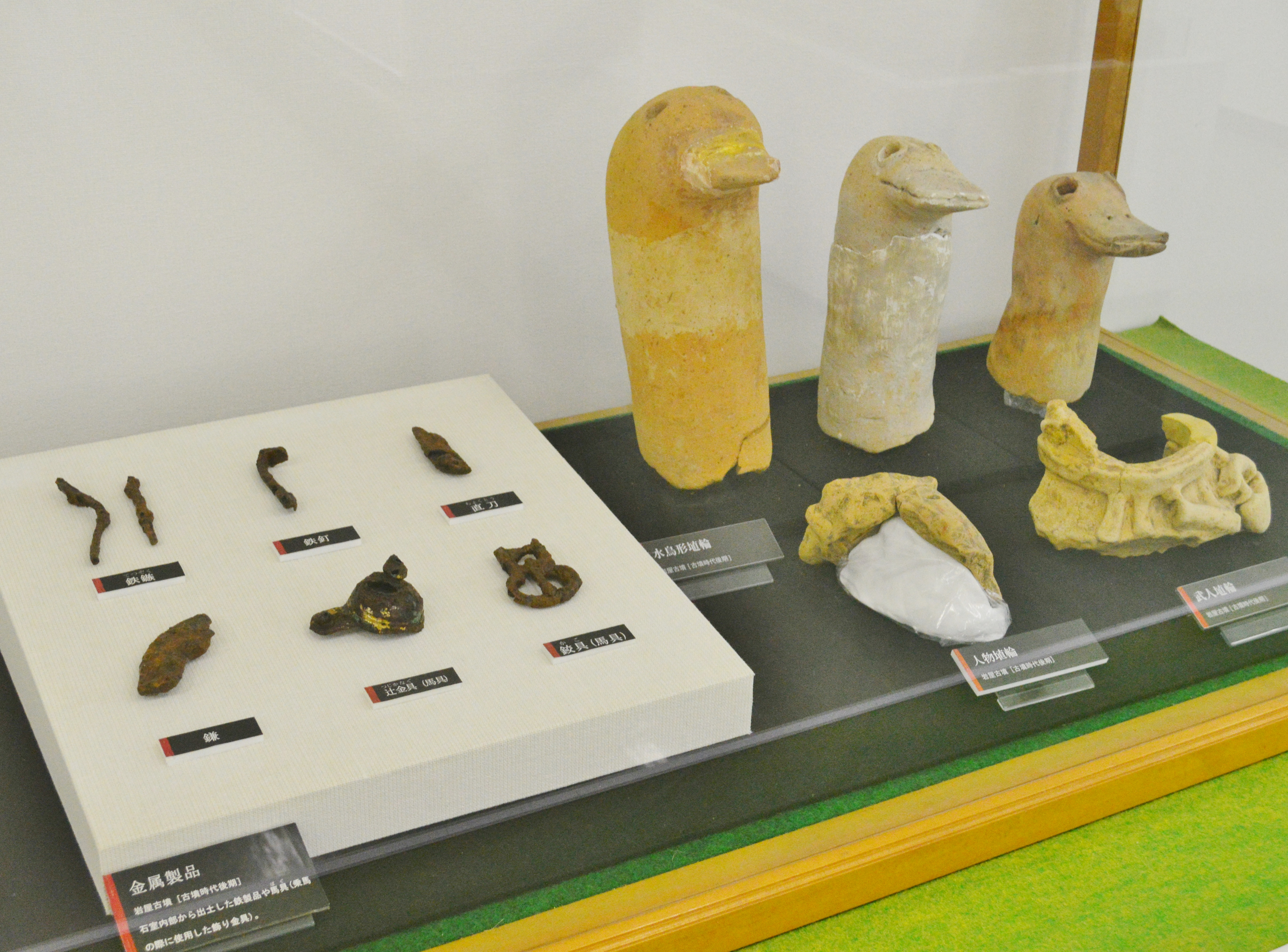
出土品 上淀白鳳の丘展示館展示。

## 関連施設
- 上淀白鳳の丘展示館（米子市淀江町福岡） - 岩屋古墳の出土品を保管・展示。

## 関連文献
（記事執筆に使用していない関連文献）
- 『向山古墳群 -向山古墳群・瓶山古墳群・石馬谷古墳の調査-』淀江町教育委員会〈淀江町埋蔵文化財発掘調査報告書第17集〉、1990年。